# Endoraecium hawaiiense
Endoraecium hawaiiense är en svampart som beskrevs av Hodges & D.E. Gardner 1984. Endoraecium hawaiiense ingår i släktet Endoraecium och familjen Raveneliaceae.   Inga underarter finns listade i Catalogue of Life.